# Willard Scott

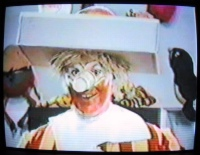
Ronald McDonald interpretado por Willard Scott

Willard Herman Scott, Jr. (Alexandria, Virginia; 7 de marzo de 1934-Delaplane, Condado de Fauquier, Virginia; 4 de septiembre de 2021) fue un actor, escritor, locutor, presentador de televisión y meteorólogo estadounidense, principalmente conocido por su trabajo en la televisión en la NBC's The Today Show y como el creador del personaje Ronald McDonald.

## Biografía

### Primeros años
Creció en Rosemont de Alexandria, Virginia, y asistió a George Washington High School. Mostró un interés en la radiodifusión con sólo 16 años de edad, trabajó en 1950 para la NBC en WRC-AM, propiedad de NBC Radio Network en Washington D. C.. Luego asistió a Universidad Americana donde trabajó junto con su compañero de estudios Ed Walker, en WAMU-AM, la estación de radio de la universidad (1951-1953). Scott se convirtió en un miembro de Alpha Sigma Phi, mientras que en la Universidad Americana se graduó con una licenciatura en filosofía y religión.

### The Joy Boys radio show
Desde 1955 hasta 1972, Scott se asoció con Ed Walker como coanfitrión del programa de radio Joy Boys todas las noches en la WRC-AM —la cual fue interrumpida desde 1956 hasta 1958, cuando Scott estuvo en servicio activo con la Armada—. Scott rutinariamente hacía una lista de personajes, muy pocos para la creación de una situación específica, por su parte Walker se comprometió a hacer notas en Braille con su máquina de escribir —que era ciego desde su nacimiento—. En un artículo que publicó en 1999, recordó a los niños la alegría en la cima de su popularidad en los mediados de 1960. Scott escribió en su libro La alegría de vivir, de su estrecho vínculo profesional y personal que ha continuado hasta el presente, diciendo que son «más cerca que la mayoría de los hermanos.»

### En televisión, Washington, D.C.
Scott pasó la década de 1960 equilibrando su carrera en la radio, con trabajos como el anfitrión de programas de televisión de los niños. Apareció en la WRC-TV en Washington, D. C., interpretando a personajes como el Commander Retro y Bozo the Clown (1959-1962). En 1970, Scott comenzó a aparecer en la WRC-TV como meteorólogo.

### Ronald McDonald
Otro papel de la televisión que realizó regularmente desde 1963-1966 y en ocasiones como 1971, fue Ronald McDonald para una franquicia de McDonald's en Washington, D. C., escribió en su libro La alegría de vivir, que originalmente creó el personaje Ronald McDonald a petición de la cadena de restaurantes de comida rápida. En Tamaño de Morgan Spurlock, el documental de película Super Yo, Eric Schlosser afirma que McDonald reemplazó a Scott a causa de su peso, supuestamente preocupado por la imagen de McDonald.[cita requerida].

## Libros
Scott ha publicado ficción y libros de no ficción:
- The Joy of Living
- Down Home Stories
- Willard Scott’s All-American Cookbook
- América Is My Neighborhood
- The Older the Fiddle, the Better the Tune
- If I Knew It Was Going To Be This Much Fun, I Would Have Become A Grandparent First

También ha sido coautor de dos libros con Bill Crider:
- Murder Under Blue Skies
- Murder in the Mist